# Никола, Энрико де
Энрико де Никола (итал. Enrico De Nicola; 9 ноября 1877, Неаполь — 1 октября 1959, Торре-дель-Греко) — итальянский юрист, журналист, государственный деятель, первый президент Итальянской Республики в 1948 году.

## Биография

### Начало политической карьеры
В 1896 году окончил Неаполитанский университет с дипломом юриста, получил известность как успешный адвокат. Работал репортёром и главным редактором издания «Don Marzio» в Неаполе, избирался председателем Совета Коллегии адвокатов Неаполя.
С 1907 года — муниципальный советник Неаполя.
Впервые был избран депутатом Палаты депутатов Итальянского Королевства в 1909 году. В 1913, 1919 и 1921 годах переизбирался депутатом.
С 27 ноября 1913 по 19 марта 1914 года — государственный секретарь Министерства колоний.
С 19 января по 23 июня 1919 года — государственный секретарь Министерства финансов.
На выборах 1919 года он был лидером Конституционно-демократической партии. С 26 июня 1920 по 7 апреля 1921 года и с 11 июня 1921 по 25 января 1924 года — председатель Палаты депутатов Итальянского Королевства.

### Правление Муссолини
3 августа 1921 года он был выбран в качестве гаранта «пакта мира» между социалистами и фашистами, подписанного в его президентской канцелярии, но затем нарушенного. На выборах в мае 1924 года он согласился баллотироваться в списке фашистов в Неаполе, и, хотя он был переизбран, но решил не давать присягу, и его избрание не было подтверждено. Поэтому он ушел из политической жизни и возобновил свою профессиональную деятельность в качестве юриста. В 1930-е годы его коллегами в юридической фирме был будущий президент Республики Джованни Леоне и акционер, а затем лидер социалистов Франческо Де Мартини.
В 1929 году король Виктор Эммануил III назначил его сенатором, однако Энрико де Никола никогда не принимал участия в парламентской работе. С 27 декабря 1929 по 19 января 1934 года — член Комиссии по делам Верховного Суда, а с 17 апреля 1939 по 28 января 1940 года — член Комиссии по внутренним делам и юстиции.
В 1943 году, после свержения фашистского режима, становится одним из самых влиятельных посредников в процессе передачи власти сыну короля принцу Умберто. В 1945 году он вошёл в состав Национального совета Королевства Италия, с сентября по июнь 1946 года возглавлял в нём комиссию по правосудию.

### Итальянская Республика
После провозглашения республики в 1946 году Конституционная ассамблея избрала его временным главой государства. В первом круге голосования 28 июня 1946 года он набрал 80% голосов.
С 28 июня 1946 по 31 декабря 1947 года — временный глава государства.
25 июня 1947 года подал в отставку, ссылаясь на плохое состояние здоровья. Однако Конституционная ассамблея переизбрала его временным главой государства на следующий же день. В июле 1947 года некоторое время отказывался подписывать документ о ратификации мирного договора между Италией и союзными державами, одобренного Учредительным собранием 31 июля 1947 года, поскольку не разделял часть его положений.
С 1 января 1948 года, после вступления в силу Конституции Италии, занимаемая им должность стала официально называться «Президент Итальянской Республики». Впоследствии он отверг предложение баллотироваться на пост президента на следующих выборах, которые проходили в мае 1948 года.
С 11 мая 1948 года — пожизненный сенатор (как первый президент государства).
С 28 апреля 1951 по 24 июня 1952 года — председатель Сената Итальянской Республики. Подал в отставку в связи с голосованием за принятие закона о выборах по так называемой мажоритарной премии, получившего название закона о мошенничестве.
С 15 декабря 1955 по 26 марта 1957 года — судья Конституционного суда Италии, а с 23 января 1956 по 26 марта 1957 года — председатель этого суда. Затем возобновил свои полномочия сенатора.

## Награды
- Большой крест на цепи ордена «За заслуги перед Итальянской Республикой» (5 июня 1956 года)[2]
- Большой крест ордена Святых Маврикия и Лазаря (9 апреля 1922 года)
- Командор ордена Святых Маврикия и Лазаря (18 января 1914 года)
- Командор ордена Короны Италии (10 сентября 1912 года)
- Офицер ордена Короны Италии (28 июля 1911 года)
- Кавалер ордена Короны Италии (17 марта 1907 года)